# Серхі Енріке
Серхі Енріке (ісп. Sergi Enrique, 22 вересня 1987) — іспанський хокеїст на траві.
Срібний призер Олімпійських Ігор 2008 року, учасник 2012, 2016 років.
Срібний призер Чемпіонату Європи 2007, 2019 років.
Бронзовий призер Чемпіонату світу 2006 року.
Переможець Трофею чемпіонів 2004 року, срібний призер 2011 року.